# Tony Adams (giocatore di football americano)
Anthony Lee Adams (San Antonio, 9 marzo 1950) è un ex giocatore di football americano statunitense che ha militato nel ruolo di quarterback nella World Football League (WFL), nella National Football League (NFL) e nella Canadian Football League (CFL).

## Carriera
Adams fu scelto nel Draft NFL 1973 dal San Diego Chargers nel corso del 14º giro (343º assoluto) ma non vi giocò mai.

### Southern California Sun
La prima esperienza professionistica fu con i Southern California Sun nella WFL nel 1974, la quale fu statisticamente anche la sua migliore, completando 276 passaggi su 510 per 3905 yard, 23 touchdown e 18 intercetti. Fu inserito nella formazione ideale della stagione e fu votato uno dei tre migliori giocatori della lega, premio che condivise con Tommy Reamon dei Florida Blazers e J.J. Jennings dei Memphis Southmen. Adams guidò i Sun a un record di 13-7 e alla vittoria della division. Nel primo turno di playoff affrontarono gli Hawaiians perdendo per 32-14.

### Kansas City Chiefs
Adams iniziò la sua carriera nella NFL nel 1975 con i Kansas City Chiefs. Nei quattro anni con la squadra disputò 50 partite, 7 delle quali come titolare. Non riuscì però a replicare il successo avuto nella WFL, vincendo una sola partita. Complessivamente passò 2.126 yard, 9 TD e 22 intercetti.

### Toronto Argonauts
Adams disputò 20 partite nel corso di due stagioni (1979–1980) per i Toronto Argonauts della CFL. La sua migliore annata nella lega canadese fu la prima in cui passò 2.692 yard, 13 TD e 18 intercetti.

### Minnesota Vikings
Adams fece ritorno nella NFL nel 1987 con i Minnesota Vikings a causa di uno sciopero dei giocatori all'età di 37 anni e dopo sette anni di inattività. Partì come titolare tre volte per i Vikings, perdendole tutte, con 607 yard passate, 3 TD e 5 intercetti.